# Kliding
Kliding là một xã thuộc huyện Cochem-Zell, bang Rheinland-Pfalz, Đức. Xã này có diện tích 5,27 ki-lô-mét vuông.